# Jean-Claude Schlim
Jean-Claude Schlim (ur. 18 marca 1963 w Luksemburgu) – luksemburski producent i reżyser filmowy. Pierwszy wyprodukowanym przez niego filmem była krótkometrażówka Gdzieś w Europie (1988) Pola Cruchtena.

## Wybrana filmografia

### Produkcja
- 1999: 8 i pół kobiety
- 2000: Cień wampira
- 2001: CQ (reż. Roman Coppola)
- 2004: Kupiec wenecki
- 2009: Dom chłopców

### Reżyseria
- 2009: Dom chłopców

### Scenariusz
- 2009: Dom chłopców